# Lytóvezh
Lytóvezh (ucraniano: Лито́веж; polaco: Litowiż) es un municipio rural y pueblo de Ucrania perteneciente al raión de Volodímir de la óblast de Volinia.
En 2018 el municipio tenía una población de 4190 habitantes, de los que unos mil quinientos vivían en la capital municipal y el resto repartidos en cinco pedanías. El municipio fue fundado en 2016 mediante la fusión de los consejos rurales de Lytóvezh, Zábolottsi (con su pedanía Bílychi), Zastavné y Móvnyky (con su pedanía Krechiv), en lo que entonces era el raión de Iványchi.
Se ubica en la periferia meridional de Novovolynsk, junto al límite con la óblast de Leópolis y a unos 5 km de la frontera con Polonia. Por aquí sale de Novovolynsk la carretera P15, que lleva a Chervonohrad y Zhovkva. Junto al pueblo pasa el río Bug Occidental.

## Historia
Su topónimo hace referencia al Gran Ducado de Lituania, que construyó aquí un importante castillo en el siglo XIV. En 1501, Segismundo I Jagellón el Viejo llegó a conceder a la localidad el Derecho de Magdeburgo, pero con el tiempo perdió importancia y pasó a ser un pequeño asentamiento rural. En el Imperio ruso formó parte de la vólost de Hrýbovytsia, en el uyezd de Volodímir de la gobernación de Volinia.